# Blaxploitation
 (octobre 2013).

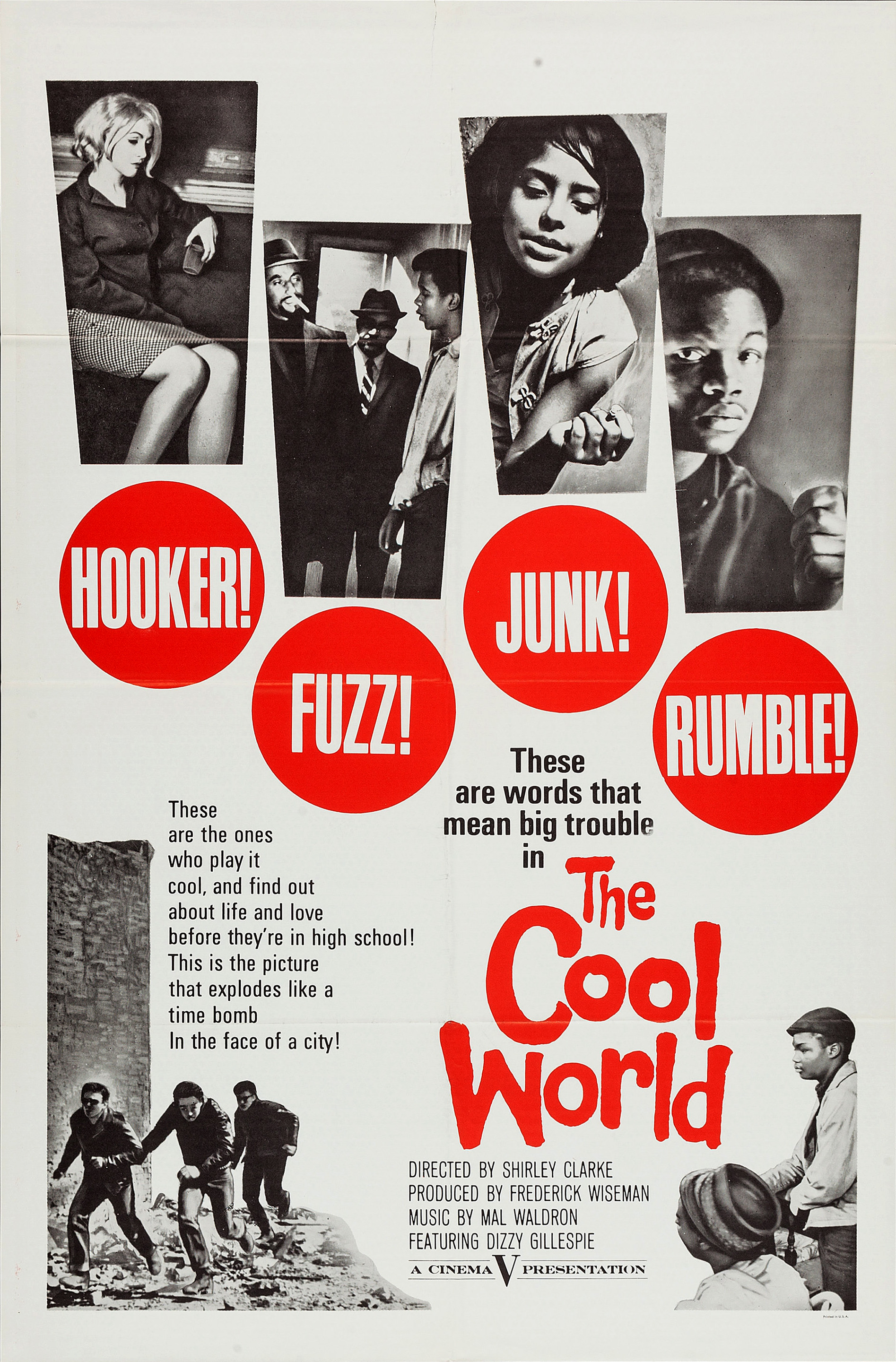
The Cool World.

La blaxploitation — ou blacksploitation — est un courant culturel et social propre au cinéma américain des années 1970 qui a revalorisé l'image des Afro-Américains en les présentant dans des rôles dignes et de premier plan et non plus seulement dans des rôles secondaires et de faire-valoir. Le mot est la contraction, sous forme de mot-valise, des mots « black » (qui signifie noir) et « exploitation ». On parle parfois de blaxplotation, autre contraction issue de « black » et de « plot » (le sujet d'un film).

## Description
Bien qu'Oscar Michaux soit le premier réalisateur de film à  mettre en scène des Afro-Américains sans caricature[réf. nécessaire], les films hollywoodiens des années 1930, 1940 ou 1950 ne montrent les Noirs que dans des rôles de danseurs de cabaret, serveurs, bandits ou esclaves. Bien qu’un certain réalisme exigeait de représenter les basses couches de la société américaine par les personnes mêmes qui en étaient issues, l’émergence dans l’espace public d’une classe moyenne noire au cours des années 1950-1960 (notamment à travers les luttes pour les droits civiques) a conduit de nombreux artistes à changer de registre en matière de représentation des Noirs. Par ailleurs, malgré les victoires politiques du mouvement des droits civiques, les scénarios et castings continuaient à profiter aux acteurs blancs, du moins pour les rôles majeurs.
Sweet Sweetback's Baadasssss Song, tourné en 1971 par Melvin Van Peebles, sonne la révolte. Ce film 100 % noir rapporte plus de 15 millions de dollars, un chiffre exceptionnel pour une production indépendante d'un budget de 150 000 dollars. La même année sort Les Nuits rouges de Harlem (Shaft en version originale), cette fois-ci produit par un grand studio mais toujours réalisé par un Noir, Gordon Parks (photographe et journaliste). Shaft sera un succès planétaire grâce en partie à la musique originale du film d'Isaac Hayes. Les premiers succès des productions de blaxploitation font réaliser aux studios de production de cinéma l'existence d'une niche dans le marché du cinéma, les spectateurs noirs.
Dans les productions blaxploitation, les films n'engageaient que des Noirs et ne s'adressaient qu'à la même communauté sur des thèmes de prédilection en utilisant tous les stéréotypes possibles. Que ce soient les films policiers (trilogie des Shaft) ou les enquêtes par des détectives privés (Shaft, les nuits rouges de Harlem), le cinéma d'horreur (Blacula, le vampire noir, Abby (en)), les arts martiaux (Black Belt Jones de Robert Clouse), le péplum (La Révolte des gladiatrices de Steve Carver), le western (Boss Nigger), l'espionnage (Dynamite Jones de Jack Starrett), le film politique engagé (The Spook Who Sat by the Door d'Ivan Dixon), le comique (Uptown Saturday Night (en)).
Mais, sans compter les condamnations de plus en plus fortes des associations noires telles que la NAACP, la surproduction finit par lasser le public et à la fin des années 1970, le genre tomba en désuétude[réf. nécessaire].
Quelques icônes du cinéma de blaxploitation sont à signaler comme Pam Grier (vue dans Jackie Brown), Jim Kelly (vu dans Opération Dragon de Bruce Lee), Rudy Ray Moore et Fred Williamson, aperçu dans Une poignée de salopards ainsi que dans Une nuit en enfer.
Bien que le genre soit quasi-exclusivement américain, le cinéma italien s'y est essayé avec la série des Black Cobra à la fin des années 1980.
Le genre a eu une grande influence sur certains réalisateurs contemporains. Ainsi, Quentin Tarantino lui a rendu maintes fois hommage dans ses films, principalement dans Jackie Brown mais aussi dans Kill Bill vol 1 par l'usage de la musique du film Truck Turner & Cie et quelques clins d'œil appuyés. En 2009, le film Black Dynamite parodie les films de blaxploitation. En 2018, plusieurs remakes de films de blaxploitation sont annoncés : Shaft, produit par New Line Cinema, Super Fly, produit par Sony Pictures Entertainment, Cleopatra Jones, produit par Warner Bros., et Foxy Brown, produit par Hulu. Le nouveau site de streaming Brown Sugar a lancé la chaîne Bounce TV, consacrée aux films de blaxploitation.

## Sociologie
Inspirés de l'idéologie du Black Power, ces films sont populaires dans la communauté noire, car ils montrent des acteurs afro-américains dans des situations d'hommes fiers et libres de leurs choix de vie. Ces personnages noirs résistent aux Blancs et leur répondent. Le personnage noir est souvent associé au bien, et le blanc au mal,.
Lorsque le personnage est un homme, dans beaucoup de films comme Black Caesar, le parrain de Harlem, la mère tient une place importante dans la vie du personnage, en raison d'un problème persistant dans les quartiers noirs dans les années 1970 : beaucoup de pères abandonnaient l'enfant à leur mère. Les films de la blaxploitation reflètent les aspirations des Noirs aux droits civiques, leurs difficultés quotidiennes, mais aussi la prostitution, la drogue, la corruption, le racisme de la part des policiers, les viols...
Une grande majorité des films de blaxploitation sont de qualité plutôt médiocre, souvent violents et remplis de clichés et préjugés. Ils parlent de prostitution, de drogue, et de meurtre, des stéréotypes repris depuis dans le gangsta rap. On y présent également des maquereaux flamboyants, appelés pimps.
Certains de ces films étaient parfois réalisés par des Blancs (Larry Cohen pour Black Caesar, le parrain de Harlem), ce qui poussa des associations afro-américaines à les rejeter.

## Bandes originales
Chaque film est l'occasion de fournir une bande originale de grande qualité. Beaucoup de grands musiciens noirs des années 1970 composent pour les films de blaxploitation : James Brown (Black Caesar, le parrain de Harlem), Jimmy Cliff (The Harder They Come), Curtis Mayfield (Super Fly, Three The Hard Way, Short eyes), Isaac Hayes (Les Nuits rouges de Harlem, Truck Turner & Cie, Les Durs), Johnny Pate (en) (Brother on the Run, Shaft in Africa, Bucktown), Marvin Gaye (Trouble Man), Norman Whitfield (Car Wash), Edwin Starr (Casse dans la ville), Roy Ayers (Coffy, la panthère noire de Harlem), J.J. Johnson (Dynamite Jones), Willie Hutch (Le Mac), Herbie Hancock (The Spook Who Sat by the Door) et Barry White (Together Brothers (en))...

## Films de blaxploitation
- 1963 : The Cool World de Shirley Clarke
- 1966 : The Black Klansman (en) de Ted V. Mikels
- 1970 : Le Casse de l'oncle Tom (Cotton Comes to Harlem) d'Ossie Davis
- 1970 : On n'achète pas le silence (The Liberation of L.B. Jones) de William Wyler
- 1971 : The Big Doll House de Jack Hill
- 1971 : Les Nuits rouges de Harlem (Shaft) de Gordon Parks
- 1971 : Sweet Sweetback's Baadasssss Song de Melvin Van Peebles
- 1971 : Black Love d'Herschell Gordon Lewis
- 1972 : Tout, tout de suite (The Harder They Come) de Perry Henzell
- 1972 : Meurtres dans la 110e Rue (Across 110th Street) de Barry Shear
- 1972 : Black Girl (en) d'Ossie Davis
- 1972 : Blackenstein de William A. Levey
- 1972 : Blacula de William Crain (en)
- 1972 : Come Back, Charleston Blue (en) de Mark Warren (en)
- 1972 : Cool Breeze (en) de Barry Pollack
- 1972 : The Final Comedown (en) d'Oscar Williams (en)
- 1972 : Hammer de Bruce Clark
- 1972 : Hitman le créole de Harlem de George Armitage
- 1972 : The Legend of Nigger Charley (en) de Martin Goldman
- 1972 : Melinda (en) d'Hugh A. Robertson (en)
- 1972 : Les Nouveaux Exploits de Shaft (Shaft's Big Score!) de Gordon Parks
- 1972 : Slaughter de Jack Starrett
- 1972 : Space Is the Place de John Coney (avec Sun Ra)
- 1972 : Super Fly de Gordon Parks Jr.
- 1972 : The Thing with Two Heads (en) de Lee Frost (en)
- 1972 : Top of the Heap (en) de Christopher St. John
- 1972 : Trick  Baby (en) de Larry Yust
- 1972 : Fureur noire (Trouble Man) d'Ivan Dixon
- 1973 : Black Caesar, le parrain de Harlem de Larry Cohen
- 1973 : Black Mama, White Mama d'Eddie Romero
- 1973 : Black Snake (en) de Russ Meyer
- 1973 : Dynamite Jones de Jack Starrett
- 1973 : Ganja et Hess (Ganja & Hess) de Bill Gunn (en)
- 1973 : Coffy la panthère noire de Harlem de Jack Hill
- 1973 : Detroit 9000 (en) d'Arthur Marks
- 1973 : Foxy Brown de Jack Hill (avec Pam Grier)
- 1973 : Gordon's War (en) d'Ossie Davis
- 1973 : Casse dans la ville de Larry Cohen
- 1973 : Le Mac (The Mack) de Michael Campus (en) (avec Richard Pryor)
- 1973 : Savage! (en) de Cirio H. Santiago
- 1973 : Scream Blacula Scream de Bob Kelljan
- 1973 : Shaft contre les trafiquants d'hommes (Shaft in Africa) de John Guillermin
- 1973 : L'Exécuteur noir (Slaughter's Big Rip-Off) de Gordon Douglas
- 1973 : The Soul of Nigger Charley (en) de Larry Spangler
- 1973 : Notre agent de Harlem (The Spook Who Sat by the Door) d'Ivan Dixon
- 1973 : Super Fly T.N.T. (en) de Ron O'Neal
- 1974 : Abby (en) de William Girdler
- 1974 : La Révolte des gladiatrices de Steve Carver
- 1974 : Bamboo Gods and Iron Men (en) de César Gallardo
- 1974 : Black Belt Jones de Robert Clouse
- 1974 : The Black Godfather (en) de John Evans (en)
- 1974 : Black Samson (en) de Charles Bail (en)
- 1974 : The Black Six (en) de Matt Cimber
- 1974 : Les frères Dynamite (en) (Dynamite Brothers) d'Al Adamson
- 1974 : The Education of Sonny Carson (en) de Michael Campus (en)
- 1974 : Get Christie Love! (en) de William A. Graham
- 1974 : The House on Skull Mountain (en) de Ron Honthaner
- 1974 : Thomasine & Bushrod de Gordon Parks Jr.
- 1974 : Sugar Hill de Paul Maslansky
- 1974 : T.N.T. Jackson (en) de Cirio H. Santiago (avec Jean Bell (en))
- 1974 : Les Démolisseurs (Three the Hard Way) de Gordon Parks Jr.
- 1974 : Truck Turner & Cie de Jonathan Kaplan
- 1974 : Uptown Saturday Night (en) de Sidney Poitier
- 1974 : Willie Dynamite (en) de Gilbert Moses
- 1974 : Quand la ville tremble (The Zebra Killer) de William Girdler
- 1975 : Aaron Loves Angela (en) de Gordon Parks Jr.
- 1975 : Black Fist de Timothy Galfas et Richard Kaye
- 1975 : The Black Gestapo (en) de Lee Frost (en)
- 1975 : Boss Nigger de Jack Arnold
- 1975 : Bucktown d'Arthur Marks
- 1975 : Dynamite Jones et le Casino d'or de Charles Bail (en)
- 1975 : Cooley High de Michael Schultz
- 1975 : Coonskin de Ralph Bakshi
- 1975 : Darktown Strutters de William Witney
- 1975 : Dolemite de D'Urville Martin
- 1975 : Friday Foster (en) d'Arthur Marks
- 1975 : Let's Do It Again (en) de Sidney Poitier
- 1975 : Mandingo de Richard Fleischer
- 1975 : Sheba, Baby (en) de William Girdler
- 1975 : La Chevauchée terrible (Take a Hard Ride) d'Antonio Margheriti (avec Jim Brown)
- 1975 : That's the Way of the World (en) de Sig Shore (en)
- 1976 : Black Heat (en) d'Al Adamson
- 1976 : Black Shampoo (en) de Greydon Clark
- 1976 : Black Emanuelle, White Emanuelle (it) de Mario Pinzauti
- 1976 : Brotherhood of Death (en) de Bill Berry
- 1976 : Car Wash de Michael Schultz
- 1976 : Dr. Black, Mr. Hyde (en) de William Crain (en)
- 1976 : L'Enfer des mandingos (Drum) de Steve Carver
- 1976 : Ebony, Ivory & Jade (en) de Cirio H. Santiago
- 1976 : L'Homme coriace (The Human Tornado) de Cliff Roquemore
- 1976 : Vengeance d'outre-tombe d'Arthur Marks (avec Glynn Turman et Louis Gossett Jr.)
- 1976 : The Monkey Hustle (en) d'Arthur Marks
- 1976 : The Muthers (en) de Cirio H. Santiago
- 1976 : Pipe Dreams de Stephen F. Verona (en)
- 1976 : Sparkle (en) de Sam  O'Steen
- 1976 : Velvet Smooth (en) de Michael L. Fink
- 1977 : Le Maniaque (Bare Knuckles) de Don Edmonds (de)
- 1977 : Black Samurai (en) d'Al Adamson
- 1977 : Passion Plantation de Mario Pinzauti
- 1977 : Petey Wheatstraw (en) de Cliff Roquemore
- 1978 : A Hero Ain't Nothin' But a Sandwich (en) de Ralph Nelson
- 1978 : Fureur aveugle (Blind Rage) d'Efren C. Piñon (en) (avec Fred Williamson)
- 1978 : Death Dimension (en) d'Al Adamson
- 1978 : The Wiz de Sidney Lumet
- 1979 : Disco Godfather (en) de J. Robert Wagoner
- 1988 : I'm Gonna Git You Sucka (en) de Keenen Ivory Wayans
- 1990 : Hammer, Slammer, & Slade (téléfilm) de Michael Schultz
- 1990 : The Return of Superfly (en) de Sig Shore (en)
- 1991 : New Jack City de Mario Van Peebles
- 1992 : Gayniggers from Outer Space (en) de Morten Lindberg (en)
- 1996 : Original Gangstas (en) de Larry Cohen
- 1997 : Justicier d'acier (Steel) de Kenneth Johnson
- 1999 : Shaolin Dolemite (en) de Robert Tai
- 2000 : Killjoy de Craig Ross Jr. (en)
- 2001 : Bones d'Ernest R. Dickerson
- 2001 : Pootie Tang de Louis C.K.
- 2002 : BaadAsssss Cinema, Classified X (documentaire)
- 2002 : Opération funky de Malcolm D. Lee
- 2004 : Full Clip (en) de Christopher Morrison (en)
- 2005 : Réussir ou mourir (Get Rich or Die Tryin) de Jim Sheridan
- 2008 : Black Lightning de Nick Sanford
- 2008 : Hookers In Revolt de Sean Weathers (en)
- 2009 : Black Dynamite de Scott Sanders
- 2018 : Proud Mary de Babak Najafi
- 2018 : Superfly de Director X.
- 2019 : Opération funky 2 (Undercover Brother 2) de Leslie Small (en)